# Aenigmaticum prolatum
Aenigmaticum prolatum är en skalbaggsart som beskrevs av James Pakaluk 1985. Aenigmaticum prolatum ingår i släktet Aenigmaticum och familjen punktbaggar. Inga underarter finns listade i Catalogue of Life.